# Ise (poeta)

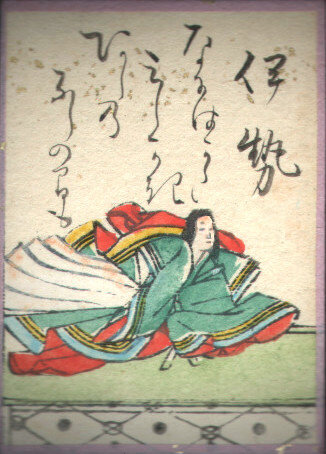
Ise, en l’Ogura Hyakunin Isshu

Ise (872 o 875 - 938) fou una poeta japonesa del període Heian i pertanyia a una classe cortesana de poetes de yamato-uta: el seu iaio Ônakatomi no Yoshinobu en fou un excel·lent poeta. Nasqué a la província d'Ise, fou amant del príncep Atsuyoshi i concubina de l'emperador Uda; el príncep Yuki-Akari fou fill d'ella i de l'emperador.
Els seus poemes eren emblemàtics dels estils canviants de l'època i 173 se n'afegiren a l'antologia de poemes Kokin Wakashū.